# Npj Regenerative Medicine
npj Regenerative Medicine — це рецензований науковий інтернет-журнал відкритого доступу видавництва Nature Portfolio (Springer Nature), який публікує статті на різні теми регенеративної медицини. Журнал був заснований у 2016 році.

## Про журнал
npj Regenerative Medicine — це рецензований журнал із відкритим доступом, доступний лише в Інтернеті, присвячений публікації високоякісних досліджень про те, як допомогти людському організму відновити, замінити та регенерувати пошкоджені тканини та органи. Журнал підтримує проникливі механічні експерименти на інших видах лабораторних тварин, де регенеративна здатність тканин, органів і цілих частин тіла сильно відрізняється, що робить порівняльні дослідження особливо цікавими та актуальними для систем ссавців.
npj Regenerative Medicine публікує високоякісні дослідження щодо розробки ефективних методів лікування для сприяння власному відновленню організму шляхом відкриття основних механізмів процесу регенерації. Журнал заохочує дослідження, які об’єднують базові знання про пошкодження та регенерацію тканин із перспективою клінічних стратегій відновлення тканин. Важливі сфери інтересу включають функцію ендогенних стовбурових клітин, роль тканинної строми, секретованих факторів та інших впливів мікросередовища у тканинні інженерії, взаємодію місцевих і системних імунних реакцій на пошкодження, розробку біологічно активних молекул, індуктивних каркасів і трансплантацію органів і тканин, вирощених in vitro.